# Calw
Calw est une ville dans le centre du Land de Bade-Wurtemberg, dans le Sud de l'Allemagne, chef-lieu de l'arrondissement de Calw. Elle est localisée au nord de la Forêt-Noire, à 18 km de Pforzheim et à 33 km de Stuttgart.

## Géographie
Calw est situé dans la vallée de Nagold dans le nord de la Forêt-Noire, à une altitude de 330 à 630 m au-dessus du niveau de la mer. La vieille ville se trouve à l'ouest de la rivière. Les quartiers les plus récents sont situés sur les pistes. Les autres cours d'eau de la région sont Talesbach, Ziegelbach, Wurstbrunnenbach, Schiessbach, Schlittenbach, Schweinbach et Wurstbrunnenbach.
Calw est niché dans le Nagoldtal, entre les prairies, le « Gau » vallonné et riche en haies et les vastes forêts de conifères. Parc naturel Centre/Nord de la Forêt-Noire dans l'ouest. Il s'intègre parfaitement dans son environnement. La forêt de la ville se trouve à quelques pas de la place du marché. Ici, vous pouvez vous promener entre les arbres ou commencer une randonnée plus longue.

## Architecture
Il existe un monument architectural rare dans le quartier de Hirsau. C'était l'un des monastères les plus importants du Moyen Âge. Sur l'emplacement de la ruine du Monastère Saint Aurèle, a été élevée la grande église Saint-Pierre et Paul. Un bâtiment antérieur était déjà dédié à saint Aurèle. 
L'église Evangéliste Saint-Pierre et Saint-Paul possède de très beaux vitraux, ainsi qu'un grand Orgue de tribune de 53 jeux, dans un buffet de style néo-gothique remarquable.

## Le chœur d'enfants de Calw
Le chœur de garçons "Aurelius Sängerknaben Calw", de renommée internationale, a été fondé en 1983 par Hans-Jörg Kalmbach. C'est un chœur de voix de garçons et de voix d'hommes parmi les chœurs les plus importants d'Allemagne. Il a participé à de nombreux concerts dirigés par des chefs d'orchestre renommés, à travers toute l'Europe et aux Etats-Unis d'Amérique. Le nom du Chœur, "Aurelius", fait référence à Aurèle de Riditio l'un des fondateurs du monastère de Hisau, à Calw.

## Églises
- Evangelische Stadtkirche Sankt Peter und Paul
- Evangelische Bergkirche Wimberg
- Neuapostolische Kirche
- Evangelische Kirche
- Katholische Kirche Heilig Kreuz

## Histoire
Comté de Wurtemberg-Urach 1442–1482

 Comté de Wurtemberg 1482–1495

 Duché de Wurtemberg 1495–1803

 Électorat de Wurtemberg 1803–1806

 Royaume de Wurtemberg 1806–1918

 République de Weimar 1918–1933

 Reich allemand 1933–1945

 Allemagne occupée 1945–1949

 Allemagne 1949–présent

## Personnalités liées à Calw
- Guillaume de Hirsau (1030–1091), abbé mort à Hirsau.
- Markus Heyland  pasteur, réformateur de Calw en 1537–1548.
- Hermann Hesse (1877–1962), né à Calw, écrivain, Prix Nobel de littérature en 1946.
- Wilhelm Ganzenmüller (1882–1955), né à Calw, historien.
- Peter Lehmann né à Calw en 1950, docteur honoris causa de l'Université Aristote de Thessalonique et Chevalier de l'Ordre du Mérite de la République Fédérale d'Allemagne.

## Monuments
- Monument Hermann Hesse